# Eupithecia subbrunneata
Eupithecia subbrunneata là một loài bướm đêm trong họ Geometridae.